# Lau (langue fidjienne)
Pour les articles homonymes, voir Lau.
Le lau (en anglais lauan) est une des langues fidjiennes orientales, parlée dans les îles orientales des Fidji et notamment en province de Lau : îles Lau, Nayau, Lakeba, Oneata, Moce, Komo, Namuka, Kabara, Vulaga, Ogea, Vatoa, par environ 16 000 locuteurs. Elle comprend de nombreuses variantes : le lau, le vanua balavu, etc.